# Danylo Ignatenko
Danylo Igorovitch Ignatenko (en ukrainien : Данило Ігорович Ігнатенко), né le 13 mars 1997 à Zaporijjia en Ukraine, est un footballeur international ukrainien qui évolue au poste de milieu de terrain au Slovan Bratislava.

## Biographie

### Carrière en sélection
Le 8 juin 2022, Ignatenko honore sa première sélection durant la victoire 0-1 de l'Ukraine en Irlande.
Le 24 septembre 2022, Ignatenko marque son premier but en sélection nationale contre l'Arménie lors d'une victoire 0-5 dans le cadre de la Ligue des Nations.

## Palmarès
Ferencváros
- Championnat de Hongrie (1) :
  - Champion : 2019-2020.